# Lydda straminea
Lydda straminea är en insektsart som beskrevs av Frederick Arthur Godfrey Muir 1913. Lydda straminea ingår i släktet Lydda och familjen Derbidae. Inga underarter finns listade i Catalogue of Life.